# 아칸베 (만화)
《아칸베(アカンベー)》는 일본의 만화로, 카타쿠라 요지(方倉陽二)의 데뷔작이다. 월간 코로코로 코믹에서 1978년 1월부터 1983년 3월까지 연재했다. 대한민국에는 《베개인간 메롱이》라는 제목으로 다이나믹 콩콩 코믹스의 해적판이 출간됐다.

## 내용
베개별에서 온 우주베개 아칸베(アカンベー, 해적판 이름 메롱이)는 베개를 의인화한 모양의 외계인으로, 모든 것을 반대로 해버릴 수 있는 ‘아칸베(アカンベー, 메롱)’라는 능력을 가지고 있다. 그가 지구에서 만난 친구 켄(ケンちゃん, 해적판 이름 이삭), 그리고 그 주변 사람들 사이에서 여러 가지 일이 일어난다.